# Tomba d'Amarna 1
La tomba de l'antic Egipte del noble Huya, coneguda com a Tomba d'Amarna 1, es troba en el grup de tombes conegudes col·lectivament com les Tombes Nord, prop de la ciutat d'Amarna, a Egipte.
Huya va ser el «Cap de l'Harem Reial», «Cap del Tresor», «Administrador de la Casa Reial» i «Assistent de la Gran Esposa Reial», Tiy.
Els títols d'Huya mostren que era un cap dels funcionaris de la reina Tiy, i que la presència de la seva tomba en Amarna implica que va residir a la ciutat durant el curs de la seva vida.
Les escenes en aquesta tomba són d'una particular importància històrica, ja que es reprodueixen dos temes inusuals:
- la presència de la reina Tiy (la mare d'Akhenaton) en Amarna, 
- una recepció pública de tributs estrangers amb data de l'any 12 del regnat d'Akhenaton, del qual hi ha una altra versió que apareix a la tomba adjacent (Tomba d'Amarna 2).
Els dos temes poden o no poden ser directament vinculat. És possible llegir la importància política en ells, per exemple, que la reina Tiy tenia una influència moderadora i que la recepció del tribut era en el seu honor. Però això només són conjectures.

## Façana
La façana està molt danyada i no n'ha sobreviscut res.

## Entrada a la sala exterior
Als costats de l'entrada hi ha figures d'Huya en posició de pregària i vestint peces elaborades amb plecs. Els textos que apereixen són de l'Himne a Aton.

## Sala exterior
Només en queda una de les dues columnes originals i té la forma d'un feix de vuit tiges de papir. El sostre va ser decorat originalment amb pintures de la que només queden uns trossos. Hi ha les següents les escenes que es poden veure seguint el sentit contrari a les agulles del rellotge des de la porta:

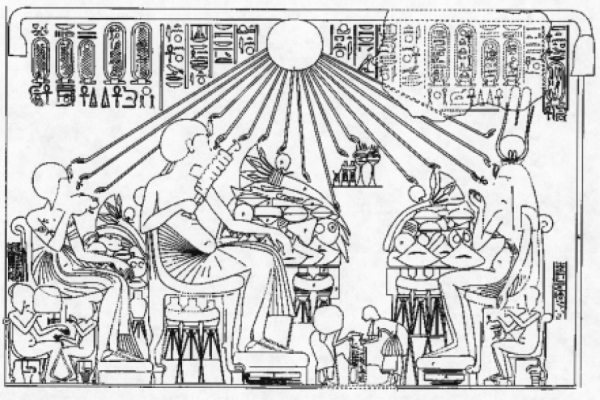
Escena del banquet

- Banquet reial. Akhenaton i Nefertiti s'asseuen a l'esquerra, i a la dreta s'asseu la reina Tiy, que porta un corona de plomes dobles i un disc amb banyes. El rei menja carn d'un os i Nefertiti consumeix un ocell sencer. També apareixen dues princeses (Meritaton, que és la que està a l'esquerra) assegudes al costat de Nefertiti, i també es pot veure a Beketaten (germana d'Akhenaton) que està asseguda al costat Tiy. Dels dos servents que estan al mig, un era el mateix Huya. En una escena més estreta de la part baixa hi ha serfs (que sembla que són els tastadors del menjar) i dos grups de músics (5 nenes en la part superior esquerra i un grup d'homes estrangers a baix a la dreta que tenen una immensa lira de peu). A la part inferior d'aquesta i de les altres parets hi ha una franja que està molt danyada i que representa la vida al país en l'època de la collita.

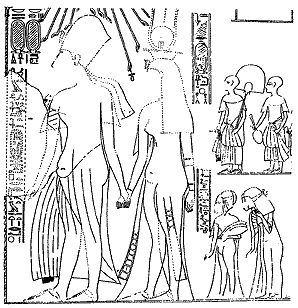
Akhenaton i Tiy visiten un temple d'Amarna

- Visita de la reina Tiy a un dels temples d'Amarna. Akhenaton i Tiy es destaquen en el centre i van agafats de la mà per sota dels raigs del Sol. Darrere d'ells hi ha un grup de servents i, a la part davantera de la fila inferior, la princesa Beketaten. Huya és una de les dues figures que s'inclina davant del rei. A sota de l'escena principal hi ha tres files d'assistents. La de més avall, en gran part destruït, se subdivideixen en grups amb noms i Huya es posa davant de cadascun d'ells. La franja estreta de l'inferior de la paret encara es conserva, amb imatges del riu, inclosos ocells de caça (esquerra) i de pesca (dreta). Els dibuixos tènues al voltant de l'altar són d'antics visitants grecs.

- Huya és recompensat pel rei i la reina, que apareixen per una finestra d'aparicions.  A la dreta de la finestra, en el registre superior, estan les princeses Meritaton i Meketaton. A l'espai per sota de la finestra, hi ha una línia inclidada que danya una escena on hi ha artesans de palau treballant supervisats per Huya, que és la figura més important. A la zona inferior esquerra es veu com fabriquen objectes de joieria, gots de metall i cofres; una columna está decorada amb una fulla de palma baix a la dreta. A la cantonada superior dreta es pot veure una escena en miniatura de l'escultor Iuti, i es mostra en el treball en el seu taller en una estàtua de la princesa Baketaten.Dues famílies reials representades en una linda.

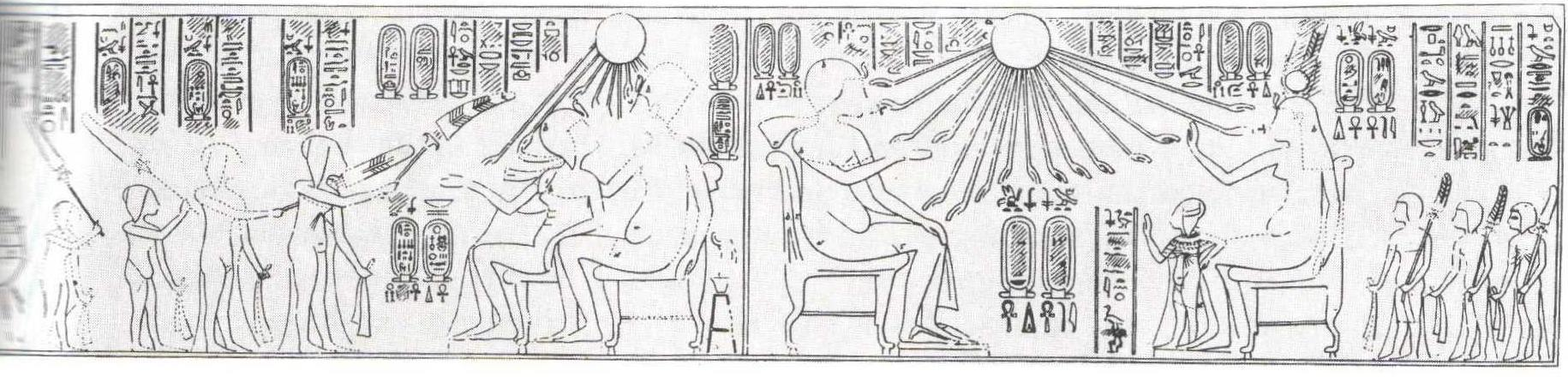
Dues famílies reials representades en una linda.

- Dues famílies reials. Les inscripcions en el marc al voltant de la porta són de gran interès, ja que apareixen els noms d'Amenofis III, la reina Tiy, Akhenaton i Nefertiti. A la llinda es veuen representades les dues famílies reials. A la part esquerra, Akhenaton i Nefertiti estan asseguts amb quatre fills seus (dret a l'esquerra Meritaton, Meketaton, Ankhesenpaaton, i Neferneferuaton Tasherit); a la dreta, Amenofis III i Tiy (que estan sentats enfront de l'altre), la seva filla la princesa Baketaten (dreta davant de Tiy). L'escena reflecteix la devoció d'Huya als seus reis i no implica necessàriament que Amenofis III era encara visqués.

- Una segona escena de recompensa. En aquest cas, els textos que expliquen que el motiu és un nomenament reial d'Huya en les seves oficines principals, encara que en la pràctica això ha d'haver estat només una confirmació. En una escena complementària a continuació, Huya es troba en un pati envoltat de magatzems a l'ombra d'un pòrtic continu. Ell, evidentment, està supervisant el pesatge i registre dels objectes de valor, inclòs un collaret d'or.

- Un registre d'un esdeveniment amb data de l'any 12 de regnat d'Akhenaton, en la paret oest, que descriu la recepció d'un tribut de Síria i Cuix. L'escena comença a l'extrem esquerre amb el rei i la reina deixant la Casa del Rei, que es mostra a dalt a l'esquerra. El rei i la reina viatgen en elaborats palanquins, on es pot veure la figura d'un lleó caminant en cadascun dels costats, i cada tron té uns recolzabraços en forma d'una esfinx que porta la corona doble. Els palanquins es porten en les espatlles d'un grup d'homes. Altres sostenen els ventalls i els para-sols. Darrere dels palanquins, van a peu de les princeses (només s'esmenten Meritaton, Meketaton i Ankhesenpaaton) i les seves cortesanes. Per sota de les cadires caminen en filera un grup d'assistents, molts d'ells guerrers del desert amb pals corbs i plomes als cabells. Enmig hi ha el mateix Huya, identificat per una etiqueta jeroglífica. Davant de la família reial hi ha més guerrers del desert que van cap a la zona de recepció. Un d'ells actua com a sacerdot i crema encens enfront dels portadors dels palanquins. Tres persones realitzen un ball en la part davantera de la processó, on també s'inclou tres carros buits, i regals representatius de terres estrangeres. L'homenatge del Nord (Síria-Palestina) és a la part superior: dos carros portats sobre les espatlles; per sota d'aquests quatre homes que portaven lingots de metalls en forma de coixí; per sota d'aquests, tres homes que portaven elaborats atuells d'or. En la vora superior dret de la paret la llista continua: dues files més de recipients de metall amb els seus suports; per sota d'aquestes vuit files curtes de presoners o ostatges aparentment de Síria (escenes similars en les tombes de Tebes es van identificar aquestes persones com a fills dels prínceps de les ciutats estat de Síria-Palestina). La resta dels registres a l'esquerra dels sirians representen el tribut de Kush, que consisteix en una línia d'esclaus que porten grillons de fusta en els eus canells; sota d'ells una línia d'homes que portaven dos jous amb pells, anells d'or penjats i amb dues copes d'or, seguits pels homes amb una pantera, micos, i ullals d'elefant; en un tercer es veuen més portadors d'ivori i de cadires (de banús?). Per sota de tot això hi ha una escena molt danyada que mostrar a Huya sent felicitat a casa. Només les parts d'un grup de músics femenins sobreviuen. En el centre de la part dreta de l'escena està ocupada per una imatge d'un pavelló obert amb trams d'escales a cada costat, on el rei i la reina s'asseuran per a revisar el tribut. A l'esquerra hi ha un grup de tres altars, el més gran, envoltat per un mur i que conté una taula amb ofrenes. Per sobre i per sota hi ha imatges molt abreujades de magatzems que contenen les ofrenes. Encara es pot veure per sota de tota l'escena la continuació de l'estreta i molt danyada gravació de la vida al camp, on es veu un puput en un arbre (a l'esquerra), una aixada, i (a la dreta) la vela d'un vaixell.

- Una visita de la reina Tiy, i una festa amb beguda. Akhenaton i Nefertiti es troben correctament asseguts amb dues princeses (Ankhesenpaaton es troba sobre un coixí, i l'altre possiblement fos Meketaton). A l'esquerra es troba Tiy, amb la seva filla Baketaten. Al centre, Huya supervisa lel servei. A continuació es presenten els grups de portadors de ventalls i músics. La franja agrícola a la part inferior de la paret ha desaparegut del tot.[2]

## Sala interior
Aquesta és sense acabar i sense decoració. A l'extrem oriental, darrere d'un parapet de pedra, és l'eix (10,2 metres de profunditat) que condueix a la cambra funerària.

## Santuari

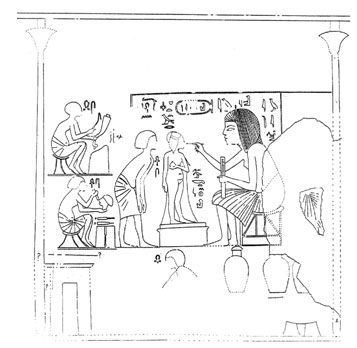
El escultor Iuti treballant en una estàtua de la princesa Baketaten.

La tomba d'Huya és una de les dues Tombes Septentrionals (l'altre és de Panehesy) que el santuari va ser decorat. El marc de la porta té columnes de jeroglífics pintats de blau sobre un fons de color de vi, potser per imitar el granit. Contenen oracions simples a Akhenaton, Nefertiti, Tiy i a Aten. Els detalls tallats i pintats en la part superior es deriven d'un disseny tradicional per a portes importants originades en el període tinita, tot i que les files de les cobres en forma de disc solar  que porten són una innovació. Els costats de la porta tenen grans figures d 'Huya orientades cap al santuari, acompanyades d'oracions per a les ofrenes. A l'interior de la porta estan de genolls i adorant les figures de les dones: la seva germana Wen-la (esquerra), i la seva esposa Tuy (dreta). A la paret de l'est hi ha una escena dels funerals. El focus d'atenció és el cos momificat d'Huya, col·locat en posició vertical. Quatre dones ploren darrere, les dues primeres probablement són la seva dona i germana. Davant del cos hi ha un munt d'ofrenes, i a continuació, un sacerdot i files d'homes dolguts. La part més baixa hi ha bous de sacrifici i més escenes de dolor. Els dolguts i el seguici fúnebre ocupen la paret oest. Els mobles de l'enterrament estan tallats en els espais de la paret al voltant de l'estàtua. Inclou un carro, cofres i un vas canopi (esquerra); un llit, dues cadires amb parells de sandàlies penjades en pals, dos cofres i dos tamborets plegables (dreta). L'estàtua asseguda d'Huya tallada a la roca està molt mutilada.